# Not Alone (chanson de Aram Mp3)
Chansons représentant l'Arménie au Concours Eurovision de la chanson
Lonely Planet
(2013) Face the Shadow
(2015)
Not Alone (en français  Pas seul)  est la chanson représentant l'Arménie au Concours Eurovision de la chanson 2014, à Copenhague, au Danemark. Elle est interprétée par la chanteur Aram Mp3.

## Sélection
Le 31 décembre 2013, Aram Mp3 est sélectionné en interne par Arménie 1 pour représenter l'Arménie au Concours Eurovision de la chanson 2014. Le 21 février 2014, il annonce que la chanson d'Aram est choisie, mais la chanson sera créée avec un clip vidéo d'ici mars. Au total, le diffuseur a reçu 75 chansons de compositeurs nationaux et étrangers.
Les travaux d'enregistrement de la chanson ont commencé en février 2014. Le 14 mars, la chanson et le clip vidéo sont présentés sur AMPTV.
La musique de la chanson est écrite par Aram lui-même, tandis que l'auteur des paroles est l'ami d'Aram, Garik Papoyan. Not Alone est un mélange de ballade et de dubstep. Cela commence par un accompagnement au piano, et au milieu de la chanson il y a aussi du violon. La partie dubstep de la chanson commence après avoir répété You're not alone... plusieurs fois. La chanson se termine comme elle a commencé, avec un accompagnement au piano.

## Eurovision

### Demi-finale
Lors du tirage au sort de la demi-finale le 20 janvier 2014 à l'hôtel de ville de Copenhague, l'Arménie est tirée au sort pour participer à la première moitié de la première demi-finale le 6 mai 2014. Lors de la première demi-finale, les producteurs de l'émission décident que l'Arménie ouvrirait la demi-finale et jouerait la première, précédant Cake to Bake interprétée par Aarzemnieki pour la Lettonie.
La performance arménienne met en vedette Aram Mp3 portant un manteau gris foncé avec une broche en forme de losange aux couleurs du drapeau arménien, des gants noirs et des bottes noires se produisant seul sur scène. L'atmosphère de la scène pendant la performance passe de décors sombres à des éléments explosifs et palpitants projetés sur les écrans LED au fur et à mesure que la chanson progresse.
La chanson obtient 121 points et prend la quatrième place sur seize participants. Elle fait partie des dix premières participantes qualifiées pour la finale le 10 mai 2014.

#### Points attribués à l'Arménie lors de la demi-finale
| 12 points                              | 10 points                  | 8 points             | 7 points | 6 points             |
| -------------------------------------- | -------------------------- | -------------------- | -------- | -------------------- |
| - France - Pays-Bas - Russie - Ukraine | - Monténégro - Saint-Marin | - Hongrie - Suède    |          | - Espagne - Lettonie |
| 5 points                               | 4 points                   | 3 points             | 2 points |                      |
| - Albanie - Danemark - Estonie         | - Portugal                 | - Belgique - Islande |          |                      |

### Finale
Lors de la conférence de presse qui suit la demi-finale, l'Arménie est désignée pour participer à la première moitié de la finale. Lors de la finale, les producteurs de l'émission décident que la chanson arménienne est la septième de la soirée, suivant Miracle interprétée par Paula Seling et Ovi pour la Roumanie et précédant Moj svijet interprétée par Sergej Ćetković pour le Monténégro.
La performance arménienne est la même qu'en demi-finale.
La chanson obtient 174 points et finit quatrième des vingt-six participants

#### Points attribués à l'Arménie lors de la finale
| 12 points                     | 10 points                                       | 8 points             | 7 points                                | 6 points                                   |
| ----------------------------- | ----------------------------------------------- | -------------------- | --------------------------------------- | ------------------------------------------ |
| - Autriche - France - Géorgie | - Biélorussie - Lettonie - Monténégro - Ukraine | - Macédoine - Russie | - Grèce - Hongrie - Pays-Bas - Roumanie | - Allemagne - Israël - Malte - Saint-Marin |
| 5 points                      | 4 points                                        | 3 points             | 2 points                                |                                            |
| - Estonie - Suède             | - Espagne - Finlande - Portugal                 | - Moldavie           | - Danemark - Islande                    | - Pologne                                  |

## Classements

### Classements hebdomadaires
| Classement (2014)              | Meilleure position |
| ------------------------------ | ------------------ |
| Allemagne (Media Control AG)   | 44                 |
| Autriche (Ö3 Austria Top 40)   | 31                 |
| Danemark (Tracklisten)         | 21                 |
| Hongrie (Rádiós Top 40)        | 11                 |
| Pays-Bas (Single Top 100)      | 94                 |
| Suède (Sverigetopplistan)      | 45                 |
| Suisse (Schweizer Hitparade)   | 53                 |
| Turquie (Number One Top 40)    | 14                 |
| Royaume-Uni (UK Singles Chart) | 88                 |